# Dálnice 10 (Izrael)
Dálnice 10, přesněji spíš Silnice 10 (hebrejsky: כביש 10, Kviš Eser) je silniční spojení (nikoliv dálničního typu) v jižním Izraeli, které sleduje podstatnou část izraelsko-egyptské hranice v Negevské poušti.

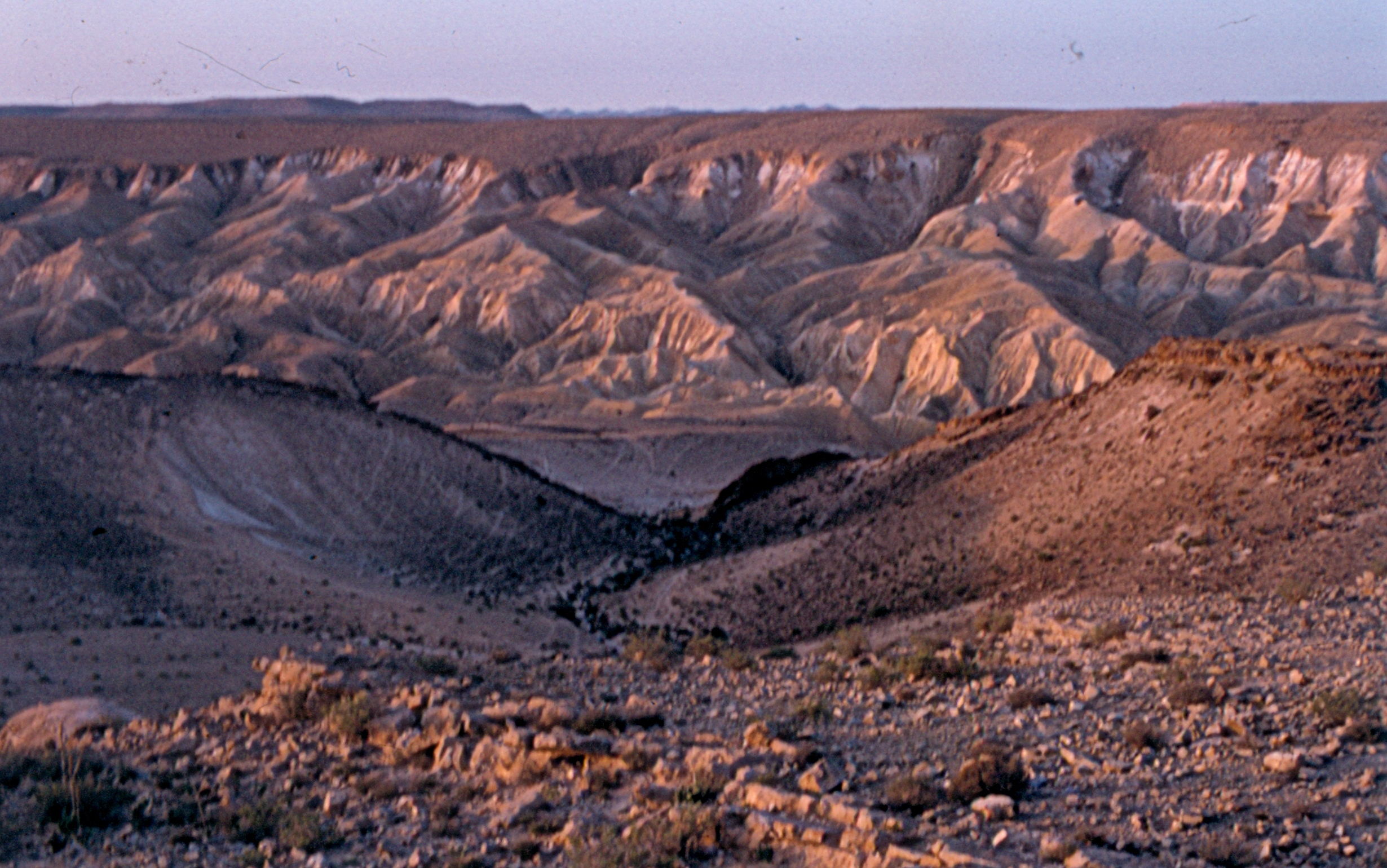
Krajina v okolí silnice číslo 10

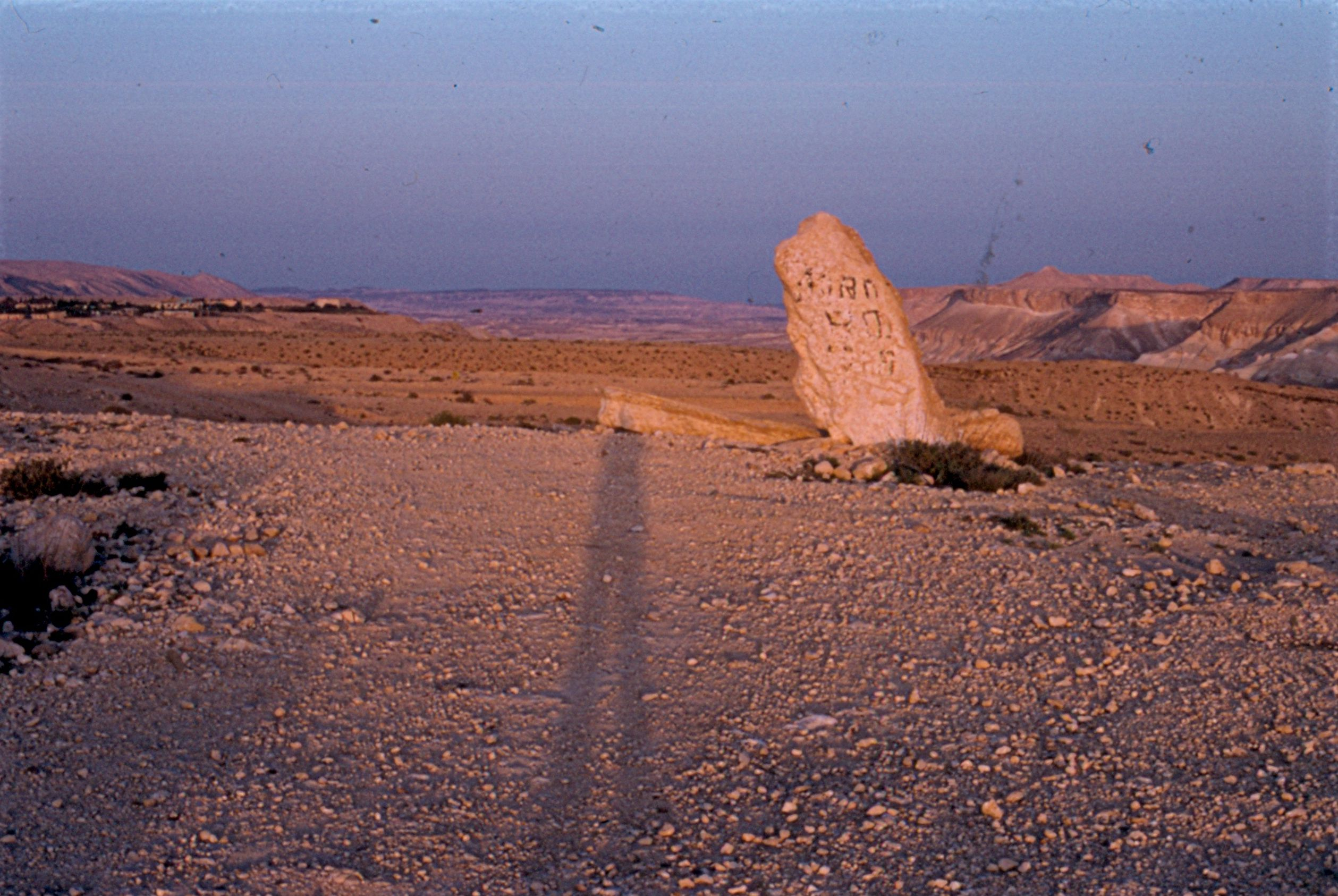
Hraniční kámen na pomezí Izraele a Egypta

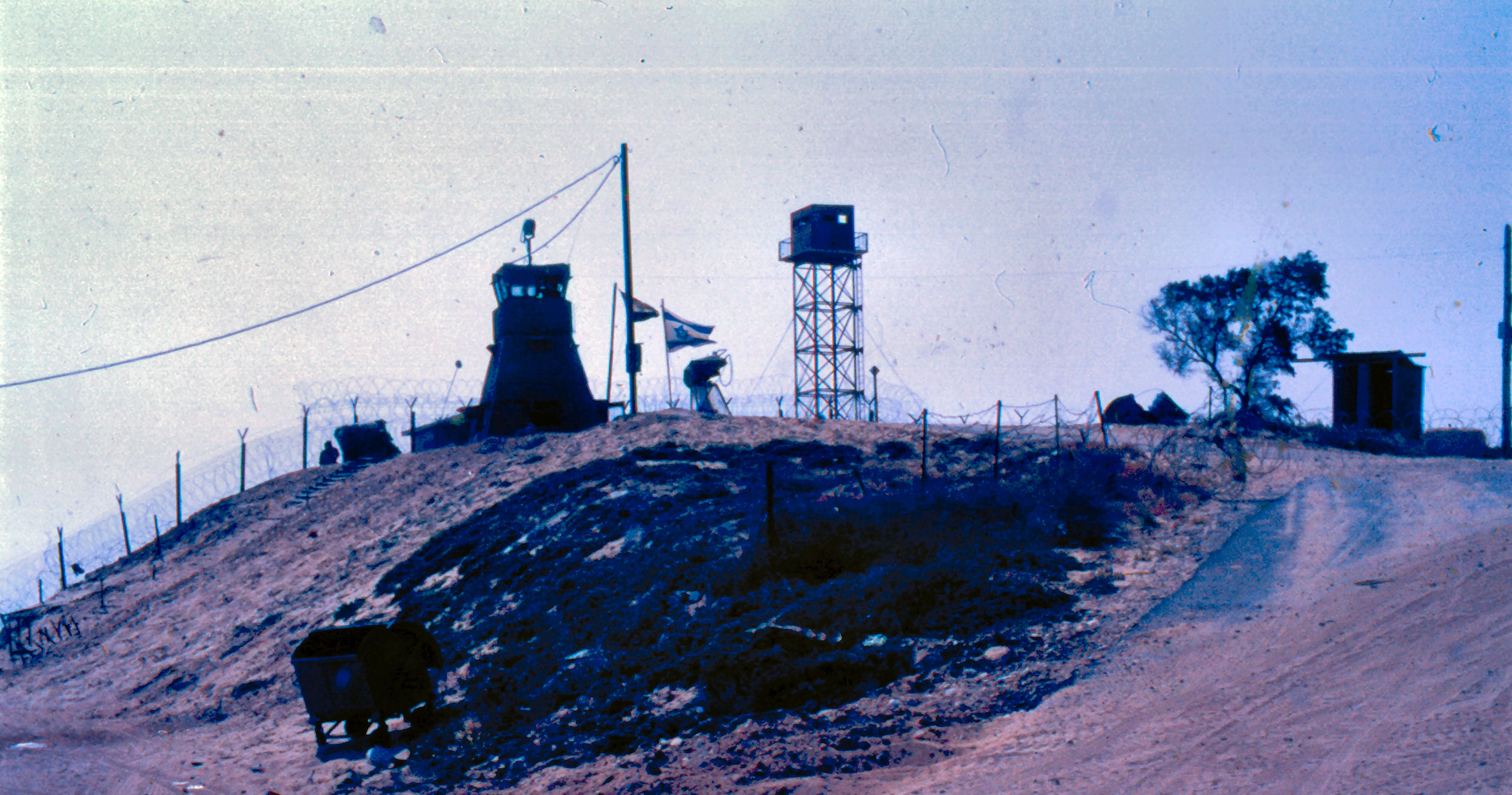
Hraniční post na izraelsko-egyptské hranici

Silnice byla postavena v důsledku podpisu Egyptsko-izraelské mírové smlouvy koncem 70. let 20. století, kdy bylo nutné kvůli odsunu izraelských sil ze Sinajského poloostrova vybudovat silniční a hraniční infrastrukturu podél obnovené mezinárodní hranice. Tehdy byla tato hraniční cesta vyasfaltována, přičemž vedla až do města Rafáh v pásmu Gazy. V úseku od jihu až k hraničnímu přechodu Nicana je veřejně přístupná a je využívaná turisty jako vyhlídková trasa pronikající do odlehlých a hornatých oblastí pouště Negev. Jde o zcela neosídlenou krajinu. Silnice zde míjí nevyužívaný hraniční přechod Netafim. V dalším úseku severně od Nicany je tato dopravní linie využívána pouze izraelskou armádou (pro civilní dopravu od Nicany skrz písečné duny Cholot Chaluca se plánuje výstavba nové severojižní silnice, jež by vedla paralelně se silnicí číslo 10). Končí v zemědělsky využívaném regionu Chevel Šalom. Další pokračování cesty směrem na sever odděluje pásmo Gazy a Egypt.
I veřejností běžně využívané úseky silnice podléhají občasným bezpečnostním uzávěrám. Například v lednu 2008 šlo o důsledek náznaků bezpečnostních služeb, že hrozí infiltrace ozbrojenců z pásma Gazy přes Egypt do Izraele.